# ジョン・シングルトン (野球)
ジョナサン・L・シングルトン（Jonathan L. Singleton , 1991年9月18日 - ）は、アメリカ合衆国カリフォルニア州ロサンゼルス郡レイクウッド出身のプロ野球選手（一塁手）。左投左打。MLBのヒューストン・アストロズ傘下所属。

## 経歴

### プロ入りとフィリーズ傘下時代
高校卒業後はカリフォルニア州立大学ロングビーチ校への進学を予定していたが、2009年のMLBドラフト8巡目（全体257位）でフィラデルフィア・フィリーズから指名され、20万ドルの契約金で入団した。
2010年にA級レイクウッド・ブルークロウズで打率.290、14本塁打、77打点、OPS.873を記録して評価を上げ、オフにはベースボール・アメリカの有望株ランキングにおいてフィリーズ内部で2位、全体で39位に入った。

### アストロズ時代
2011年7月29日にハンター・ペンスとのトレードで、ジャレッド・コザート、ジョシュ・ゼイド、ドミンゴ・サンタナと共にヒューストン・アストロズへ移籍した。
2012年はオールスター・フューチャーズゲームに出場し、4打数3安打1打点の活躍を見せた。この年は傘下のAA級コーパスクリスティ・フックスでフルシーズンプレーし、打率.284、21本塁打、79打点、OPS.893を記録した。オフにはMLB.comから一塁手のNo.1有望株に認定され、ベースボール・アメリカのランキングも前年度の全体34位から27位に上昇した。
2013年1月9日にマリファナに二度目の陽性反応を示し、開幕から50試合の出場停止処分を課されることになった。オフの10月2日にメジャー契約を結び、40人枠入りを果たした。
2014年はAAA級オクラホマシティ・レッドホークスで開幕を迎えた。6月2日にメジャーへ初昇格し、同日に総額1000万ドル+出来高3000万ドルの5年契約（2019年・250万ドル、2020年・500万ドル、2021年・1300万ドルの球団オプション付き）に合意した。6月3日のロサンゼルス・エンゼルス戦でメジャーデビュー。「6番・一塁手」として先発起用され、8回にメジャー初安打となる本塁打を記録。この日は3打数1安打2打点1四球2三振だった。この年は95試合の出場で13本塁打を放ち、パワーヒッターの片鱗を見せた。一方、.168という低打率に終わり、試合数を大幅に超える134三振を量産した。
2015年は出番が急激に減り、AAA級フレズノ・グリズリーズでプレーが主だった。メジャーでは19試合に出場に留まり、バッティング面では打率.191、1本塁打、6打点という成績に終わった。守備では14試合で一塁の守りに就き、守備率.991、DRS -1は、いずれも前年より改善した。
2016年はメジャーでプレーする機会はなく、AAA級フレズノでプレー。124試合の出場で20本塁打を放ったが、打率.202、124三振と、前年まではマイナーでは.250以上あったミート面で劣化傾向を示した。ちなみに同年、マイナー通算100本塁打を達成。守備面では、一塁の63試合で6失策・守備率.989を記録したほか、7試合で左翼手としても守りについた。オフの11月19日に40人枠外となった。
2017年はAA級コーパスクリスティでプレー。117試合に出場して、打率.205、18本塁打、62打点だったが、リーグ最多の107四球を選び出塁率は.376に達した。
2018年1月、薬物検査に三度目の陽性反応を示し、開幕から100試合の出場停止処分を課されることになった。5月21日に自由契約となった。
2019年はいずれの球団にも所属しなかった。

### メキシカンリーグ時代
2020年4月2日にメキシカンリーグのメキシコシティ・レッドデビルズと契約したが、新型コロナウイルスの感染拡大の影響でシーズン中止となったため、公式戦での出場は無かった。オフの12月2日にトレードでオアハカ・ウォーリアーズへ移籍した。
2021年5月21日にメキシコシティ・レッドデビルズにトレードで復帰した。4シーズンぶりの実戦復帰となったこの年は、46試合に出場して、打率.321、15本塁打、36打点の成績を残した。

### ブルワーズ時代
2021年12月10日にミルウォーキー・ブルワーズとマイナー契約を結んだ。
2022年は傘下のAAA級ナッシュビル・サウンズで134試合に出場し、打率.219、24本塁打、87打点、マイナーリーグトップの117四球を記録した。オフの11月15日にメジャー契約を結び、6年ぶりに40人枠入りを果たしたが、2023年1月27日に自由契約となった。
2023年2月10日にブルワーズとマイナー契約で再契約を結び、スプリングトレーニングに招待選手として参加した。開幕はAAAナッシュビルで迎え、49試合に出場して打率.258、10本塁打、29打点を記録していたが、6月3日にメジャー契約を結んでアクティブ・ロースター入りした。同日のシンシナティ・レッズ戦で「6番・一塁手」で先発出場し、約8年（2801日）ぶりにメジャーリーグ出場を果たした。だが、11試合に出場して打率.103、2打点と振るわず、6月17日にDFAとなり、同月21日にFAとなった。

### アストロズ復帰
2023年6月24日にアストロズとマイナー契約を結び、傘下AAA級シュガーランド・スペースカウボーイズに配属された。シュガーランドでは33試合に出場し、打率.333、12本塁打を記録し、8月8日にメジャー契約を結んでアクティブ・ロースター入りした 。8月11日のロサンゼルス・エンゼルス戦にて8年ぶりにメジャーでの本塁打を記録した。この年メジャーでは2チーム合計で36試合に出場して打率.165、2本塁打、12打点を記録した。また、ポストシーズンでは地区シリーズからロースターに登録された。この時は出番こそ無かったものの、チームはミネソタ・ツインズを3勝1敗で撃破してリーグ優勝決定シリーズに進出した。そのリーグ優勝決定シリーズでも引き続きロースターに登録され、第5戦ではマーティン・マルドナードの代打として出場し、自身初のポストシーズン出場を果たしたものの（この打席の結果は四球）、シリーズを通して安打を放つことは出来ず、チームも後に世界一となるテキサス・レンジャーズに3勝4敗で敗れ、敗退した。
2024年は119試合に出場して打率.234、42打点を記録した。また、本塁打はルーキーイヤーと同じ13本放ち、メジャーでは10年ぶりとなる二桁本塁打を記録した。また、打点と三振数を除くすべてにおいて自己最高の成績であった。チームはこの年もポストシーズンに出場し、自身も2年連続でポストシーズンのロースター入りを果たした。しかし、第2戦にチャズ・マコーミックの代打として出場し、押し出し四球による1打点を記録したのみで、チームもデトロイト・タイガースに2連敗を喫してワイルドカードで敗退した。
2025年のスプリングトレーニングではオープン戦に17試合出場して打率.171、7安打、2打点を記録したが開幕ロースター入りはならず、3月24日にDFA、翌25日に自由契約となった。

### メッツ傘下時代
2025年4月2日にニューヨーク・メッツとマイナー契約を結び、ニコ・グッドラムと共にその日のうちにAAA級シラキュース・メッツに配属された。6月16日にFAとなった。

### 2度目のアストロズ復帰
2025年6月24日にヒューストン・アストロズとマイナー契約を結んだ。7月20日にメジャー契約を結びアクティブ・ロースター入りしたが、3試合の出場で9打数1安打にとどまり、7月28日にDFA、7月31日にFAとなった。8月5日に再びヒューストン・アストロズとマイナー契約を結んだ。

## プレースタイル
かつてはアストロズの次世代の主軸候補と言われていた。平均以上のパワーと、内角、外角のいずれも捌くことができるシュアなスイングが持ち味である。三振率が若干高めなのが課題であるが、四球率の高さで補っている。だが、2014年シーズンは95試合で13本塁打を放ち、持ち前のパワーを発揮した一方で打率.168・134三振を生産し、ミート面での力不足が露呈した。
フィリーズ傘下に在籍中はライアン・ハワードとのポジションの衝突を避けるため、左翼を守ることも多かったが、アストロズ移籍後はほぼ一塁専門に戻っている。一塁守備は守備範囲とグラブ捌き共に評価が高い。

## 詳細情報

### 年度別打撃成績
| 年 度    | 球 団    | 試 合 | 打 席 | 打 数 | 得 点 | 安 打 | 二 塁 打 | 三 塁 打 | 本 塁 打 | 塁 打 | 打 点 | 盗 塁 | 盗 塁 死 | 犠 打 | 犠 飛 | 四 球 | 敬 遠 | 死 球 | 三 振 | 併 殺 打 | 打 率 | 出 塁 率 | 長 打 率 | O P S |
| -------- | -------- | ----- | ----- | ----- | ----- | ----- | -------- | -------- | -------- | ----- | ----- | ----- | -------- | ----- | ----- | ----- | ----- | ----- | ----- | -------- | ----- | -------- | -------- | ----- |
| 2014     | HOU      | 95    | 362   | 310   | 42    | 52    | 13       | 0        | 13       | 104   | 44    | 2     | 3        | 0     | 1     | 50    | 1     | 1     | 134   | 4        | .168  | .285     | .335     | .620  |
| 2015     | HOU      | 19    | 58    | 47    | 6     | 9     | 2        | 0        | 1        | 14    | 6     | 1     | 0        | 0     | 1     | 10    | 0     | 0     | 17    | 0        | .191  | .328     | .298     | .626  |
| 2023     | MIL      | 11    | 32    | 29    | 3     | 3     | 1        | 0        | 0        | 4     | 2     | 0     | 0        | 0     | 0     | 3     | 0     | 0     | 11    | 0        | .103  | .188     | .138     | .326  |
| 2023     | HOU      | 25    | 73    | 62    | 8     | 12    | 2        | 0        | 2        | 20    | 10    | 0     | 0        | 0     | 1     | 10    | 0     | 0     | 12    | 2        | .194  | .301     | .323     | .624  |
| '23計    | HOU      | 36    | 105   | 91    | 11    | 15    | 3        | 0        | 2        | 24    | 12    | 0     | 0        | 0     | 1     | 13    | 0     | 0     | 23    | 2        | .165  | .267     | .264     | .531  |
| 2024     | HOU      | 119   | 405   | 355   | 46    | 83    | 13       | 1        | 13       | 137   | 42    | 0     | 0        | 0     | 3     | 47    | 0     | 0     | 111   | 2        | .234  | .321     | .386     | .707  |
| MLB：4年 | MLB：4年 | 269   | 930   | 803   | 105   | 159   | 31       | 1        | 29       | 279   | 104   | 3     | 3        | 0     | 6     | 120   | 1     | 1     | 285   | 8        | .198  | .301     | .347     | .648  |

- 2024年度シーズン終了時

### ポストシーズン打撃成績
| 年 度     | 球 団     | シ リ ｜ ズ | 試 合 | 打 席 | 打 数 | 得 点 | 安 打 | 二 塁 打 | 三 塁 打 | 本 塁 打 | 塁 打 | 打 点 | 盗 塁 | 盗 塁 死 | 犠 打 | 犠 飛 | 四 球 | 敬 遠 | 死 球 | 三 振 | 併 殺 打 | 打 率 | 出 塁 率 | 長 打 率 |
| --------- | --------- | ----------- | ----- | ----- | ----- | ----- | ----- | -------- | -------- | -------- | ----- | ----- | ----- | -------- | ----- | ----- | ----- | ----- | ----- | ----- | -------- | ----- | -------- | -------- |
| 2023      | HOU       | ALCS        | 2     | 2     | 1     | 0     | 0     | 0        | 0        | 0        | 0     | 0     | 0     | 0        | 0     | 0     | 1     | 0     | 0     | 1     | 0        | .000  | .500     | .000     |
| 2024      | HOU       | ALWC        | 2     | 2     | 2     | 0     | 0     | 0        | 0        | 0        | 0     | 1     | 0     | 0        | 0     | 0     | 0     | 0     | 0     | 0     | 0        | .000  | .000     | .000     |
| 出場：2回 | 出場：2回 | 出場：2回   | 4     | 4     | 3     | 0     | 0     | 0        | 0        | 0        | 0     | 1     | 0     | 0        | 0     | 0     | 1     | 0     | 0     | 1     | 0        | .000  | .250     | .000     |

- 2024年度シーズン終了時

### 年度別守備成績
| 年 度 | 球 団 | 一塁（1B） | 一塁（1B） | 一塁（1B） | 一塁（1B） | 一塁（1B） | 一塁（1B） |
| 年 度 | 球 団 | 試 合      | 刺 殺      | 補 殺      | 失 策      | 併 殺      | 守 備 率   |
| ----- | ----- | ---------- | ---------- | ---------- | ---------- | ---------- | ---------- |
| 2014  | HOU   | 91         | 776        | 53         | 11         | 75         | .987       |
| 2015  | HOU   | 14         | 107        | 5          | 1          | 9          | .991       |
| 2023  | MIL   | 5          | 27         | 4          | 1          | 3          | .969       |
| 2023  | HOU   | 14         | 97         | 10         | 0          | 10         | 1.000      |
| '23計 | HOU   | 19         | 124        | 14         | 1          | 13         | .993       |
| 2024  | HOU   | 94         | 568        | 64         | 8          | 60         | .988       |
| MLB   | MLB   | 218        | 1575       | 136        | 21         | 157        | .988       |

- 2024年度シーズン終了時

### 記録
MiLB
- オールスター・フューチャーズゲーム選出：1回（2012年）

### 背番号
- 28（2014年、2023年途中 - 2024年）
- 21（2015年）
- 12（2023年）
- 26（2025年7月）